# Nils Jönsson Oxenstierna
Nils Jönsson Oxenstierna (né entre 1390 et 1394, mort vers 1450) est un noble suédois qui fut administrateur du royaume ou régent de Suède (suédois: Riksföreståndare) en 1448 conjointement avec son frère Bengt Jönsson Oxenstierna.

## Biographie
Nils Jönsson Oxenstierna est le fils de Jöns Bengtsson Oxenstierna l’Ancien et Martha Finvidsdotter. Il est le frère cadet de Bengt Jönsson Oxenstierna.
Il devient conseiller privé du royaume vers 1432 puis capitaine du château de Borgholm en 1436 de Stockholm en 1438 gouverneur de Nykoping de 1442 à 1448 ou 1449. Il est fait chevalier en 1441 et il exerce la fonction de régent du royaume de Suède de janvier à juin 1448 conjointement avec son frère Bengt Jönsson Oxenstierna.
En 1418, il acquiert une propriété sur la péninsule de Djursholm à la pointe sud de Germaniaviken où il édifie le château de Djursholm qui par sa situation naturelle contrôlait les accès maritimes vers Stockholm.

## Unions et postérité
Il contracta trois unions avec :
- en 1418 Kristina Ivarsdotter, fille d'Ivar Nilssons, morte en 1420.
- en 1422 Kristina Petersdatter, fille de Peter Finvidssons, morte en 1427.
- en 1429 Catherine Karlsdotter Sture, morte en 1454.

Il fut le père de douze enfants dont :
- Erik Nilsson Oxenstierna (1435-1470)